# Цзя Боянь
Цзя Боя́нь (кит. упр. 贾博琰, пиньинь Jiǎ Bóyǎn; родился 30 ноября 2003) — китайский футболист, нападающий клуба «Шанхай СИПГ».

## Клубная карьера
31 августа 2020 года дебютировал в основном составе китайского клуба «Шанхай СИПГ» в китайской Суперлиге, выйдя на замену Марко Арнаутовичу в матче против клуба «Тяньцзинь Тэда». Он стал самым молодым игроком в истории клуба и третьим в списке самых молодых игроков в истории китайской Суперлиги.

## Карьера в сборной
Выступал за сборную Китая до 16 лет.